# Grand (Vosges)
Grand ist eine französische Gemeinde im Département Vosges in der Region Grand Est (bis 2015 Lothringen). Sie gehört zum Arrondissement Neufchâteau und zum Gemeindeverband Ouest Vosgien. Die Bewohner nennen sich Grandésinois oder Grandésiniens.

## Geografie
Grand ist die westlichste Gemeinde des Départements Vosges. Sie liegt im hügeligen Gelände zwischen den Flusstälern von Marne und Maas, nördlich des Plateau von Langres an der Grenze zu den Départements Meuse und Haute-Marne. Es gibt in der 36,59 km² großen Gemeinde keine oberirdischen Fließgewässer. Die durch den kalkhaltigen Boden sickernden Niederschläge treten westlich und nördlich von Grand zutage und entwässern über die Bäche Maldite und Ognon, die sich später zum Ornain vereinigen, zur Marne. Damit ist dieses Gebiet das einzige im Département, das zum Einzugsgebiet der Seine zählt. Über die Hälfte des Gemeindeareals ist von Wäldern bedeckt (Forêt des Batis, Bois du Gagnage, Bois des Gourseaux).
Nachbargemeinden von Grand sind Dainville-Bertheléville im Norden (Département Meuse), Avranville im Nordosten, Midrevaux und Pargny-sous-Mureau im Osten, Brechainville im Süden, Trampot im Südwesten, Morionvilliers und Germay im Westen (beide Département Haute-Marne) sowie Lezéville im Nordwesten (Département Haute-Marne).

## Bevölkerungsentwicklung
| Jahr                       | 1962 | 1968 | 1975 | 1982 | 1990 | 1999 | 2006 | 2012 | 2020 |
| Einwohner                  | 577  | 629  | 593  | 595  | 540  | 509  | 465  | 406  | 348  |
| Quellen: Cassini und INSEE |      |      |      |      |      |      |      |      |      |

## Sehenswürdigkeiten
- Gallo-römisches Heiligtum von Grand
- Basilika mit römischem Mosaik
- Kirche und Kapelle Sainte-Libaire
- Amphitheater

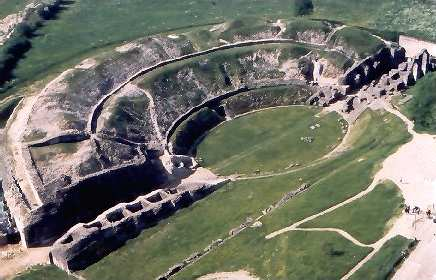
Amphitheater von Grand
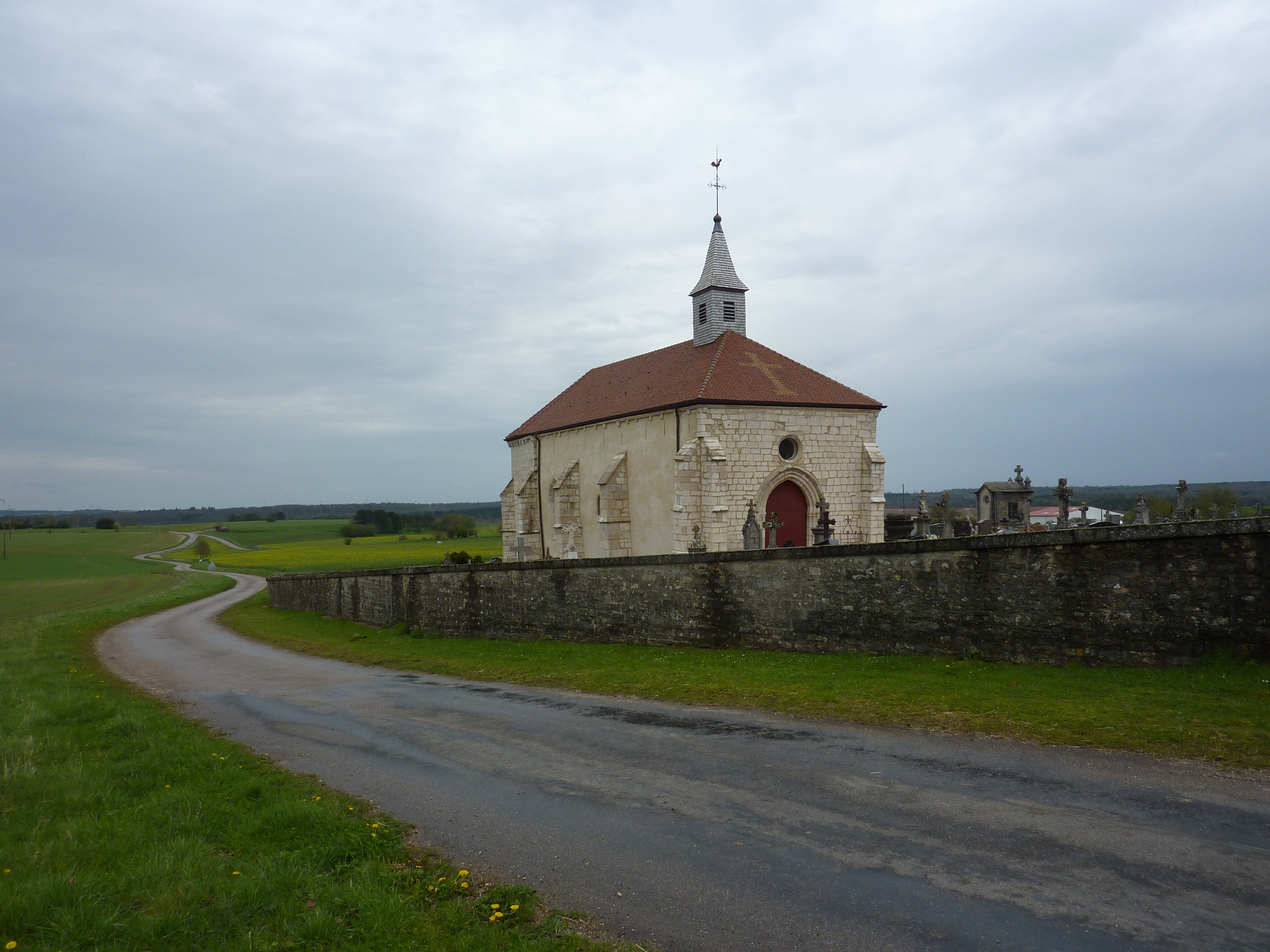
Kapelle Sainte-Libaire
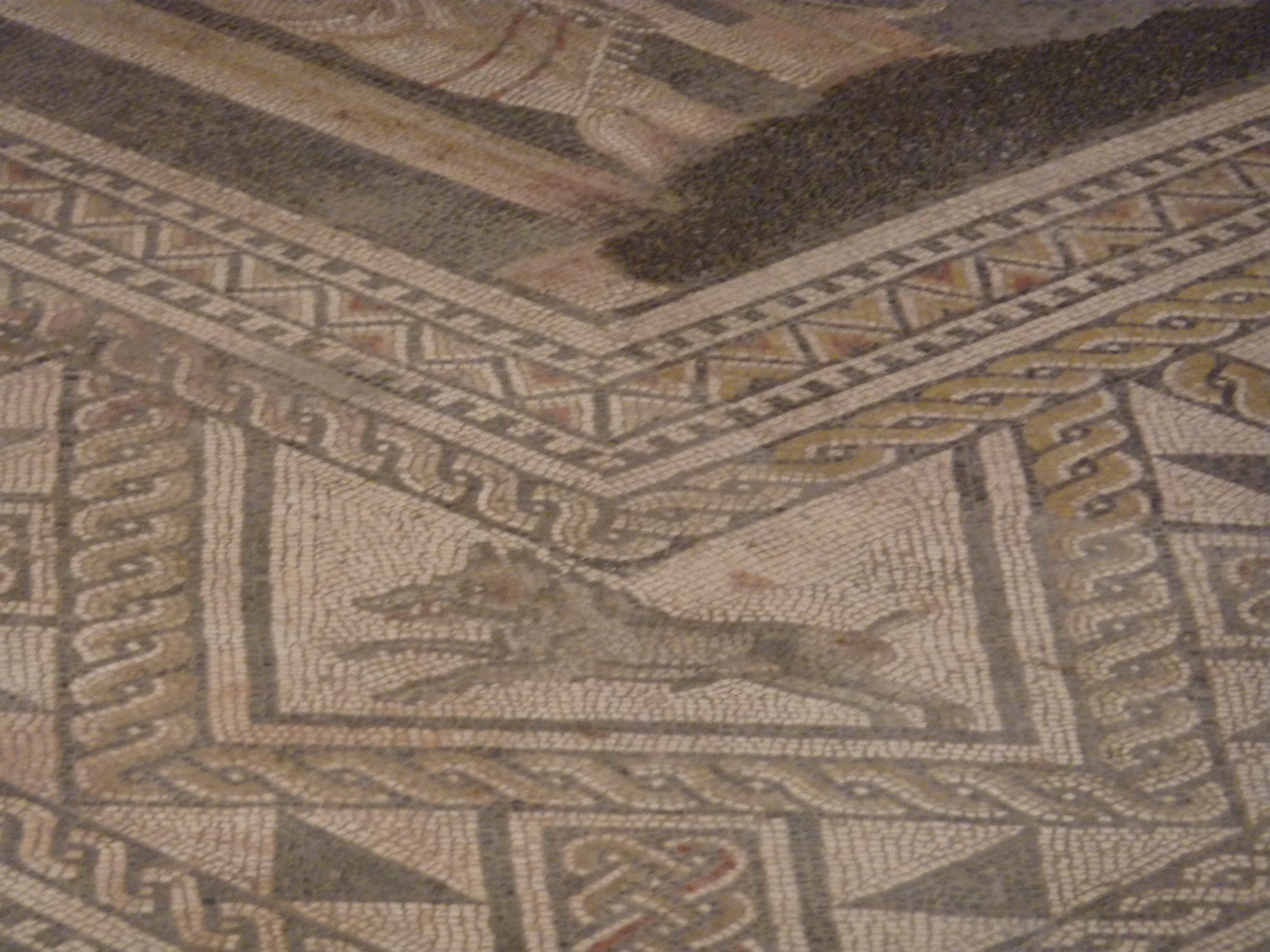
Mosaik auf der Basilika von Grand
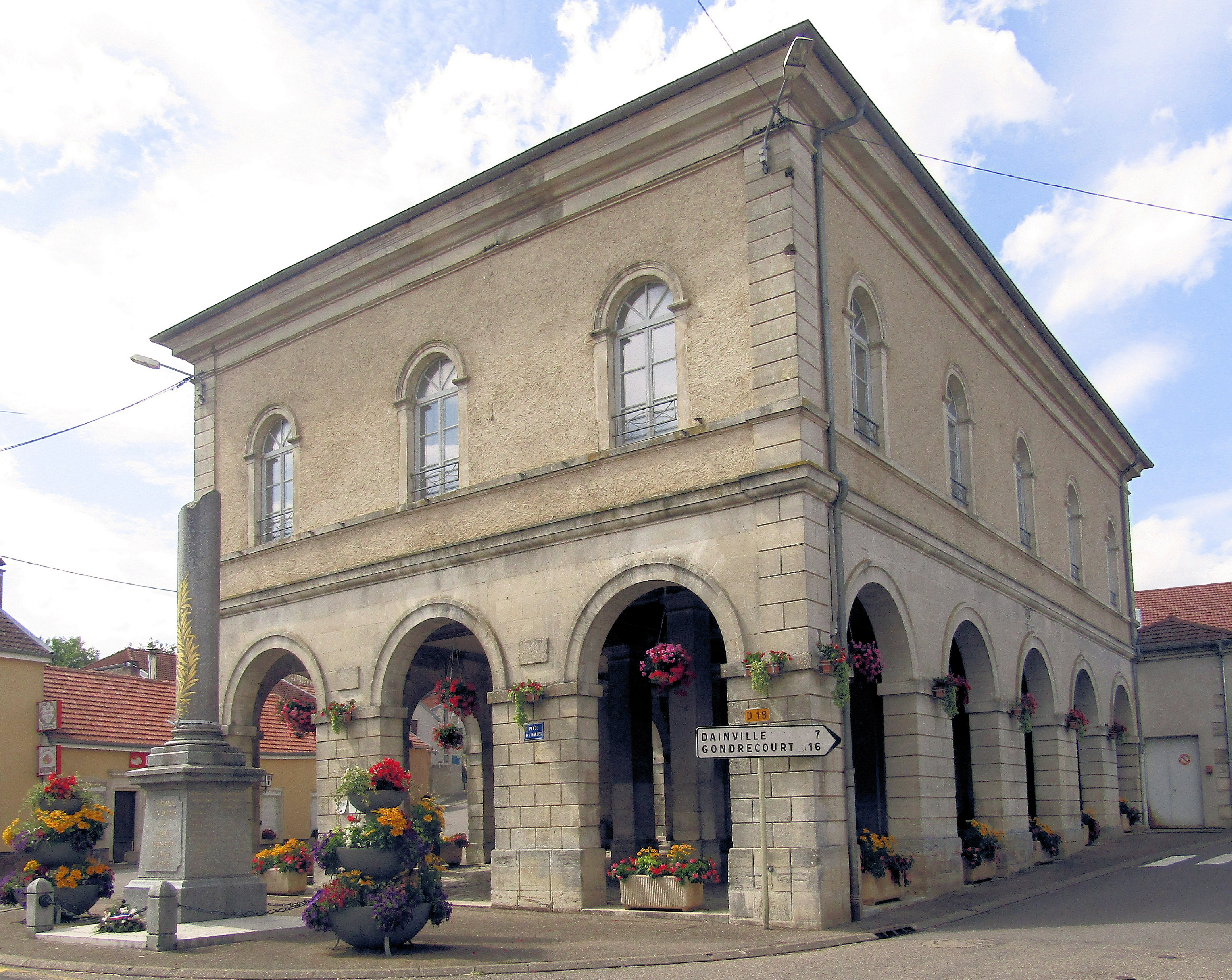
Ehemalige Markthalle und Gefallenendenkmal
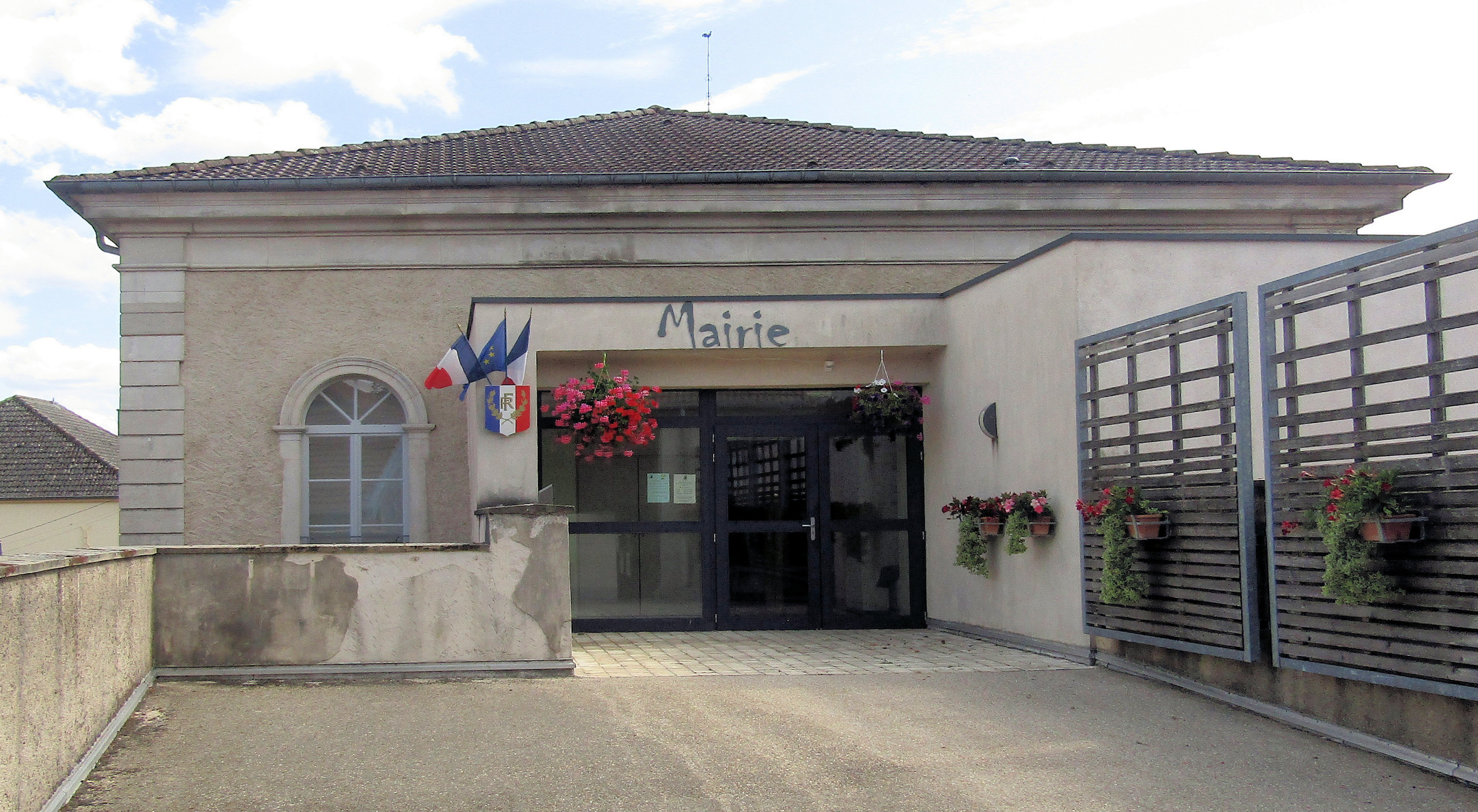
Rathaus (mairie)

## Persönlichkeiten
- Étienne Pariset (* 5. August 1770 in Grand; † 3. Juli 1847 in Paris), französischer Arzt